# Knox County, Nebraska
Knox County är ett administrativt område i delstaten Nebraska, USA. År 2010 hade countyt 8 701 invånare. Den administrativa huvudorten (county seat) är Center. 

## Geografi
Enligt United States Census Bureau har countyt en total area på 2 953 km². 2 870 km² av den arean är land och 83 km² är vatten. 

### Angränsande countyn
- Bon Homme County, South Dakota - nord
- Yankton County, South Dakota - nordost
- Cedar County - öst
- Pierce County - sydost
- Antelope County - syd
- Holt County - väst
- Charles Mix County, South Dakota - nordväst
- Boyd County - nordväst